# Stelle principali della costellazione dell'Altare
Segue un prospetto delle stelle principali della costellazione dell'Altare, elencate per magnitudine decrescente.